# Federico Molero
Federico Molero Giménez (Almería, 11 de enero de 1908 - Madrid, 1969) fue un ingeniero, físico e inventor español, pionero en la investigación y desarrollo de la energía solar. Durante la Guerra Civil Española, tuvo un lugar destacado en los trabajos de fortificación y el abastecimiento de agua de la ciudad defensa de Madrid, puesto que fue Jefe de Fortificaciones de la Defensa de Madrid, dirigiendo la construcción de sus defensas y diseñando la línea de frente para proteger los embalses, además de duplicar la traída de aguas a la capital.

## Biografía
Su padre fue un ingeniero militar de Almería, Federico Molero Levenfeld, pero quedó huérfano muy niño. Su abuela lo llevó a Madrid y allí estudió en el Colegio del Pilar, aprendió idiomas y se matriculó en Ingeniería de Caminos y más tarde Ciencias Físicas. En 1931 ingresó en el escalafón de la Dirección General de Obras Hidráulicas del Ministerio de Obras Públicas. Trabajó en Almería y en la Confederación Hidrográfica del Guadarrama.
Fue miembro del Partido Comunista de España (PCE), formación con la que concurrió, sin éxito, a un escaño por la circunscripción de Almería en las elecciones generales de 1933. En 1934, la Junta de Ampliación de Estudios lo becó para ir seis meses a Denver (Estados Unidos) a inspeccionar obras hidráulicas. La Guerra Civil le sorprendió en un balneario en Sobrón (Burgos) y regresó a Madrid con su esposa María Luisa Bravo, logrando llegar a la zona bajo control del gobierno de la República. Fue contratado para duplicar la traída de agua del Canal de Isabel II, entonces llamado Canales del Lozoya, hacia la capital de España, Madrid, para poder soportar los tres años de asedio. Creó el primer arrastre en Navacerrada (un «teletrineo» que subía a La Bola del Mundo, pico de 2265 metros que marca el límite entre las provincias de Segovia y Madrid), arrastre que fue usado después, durante la Guerra Civil, para subir obuses a la batería de la cumbre. Destacó en la defensa de Madrid como jefe de Fortificaciones de la capital, llegando a tener 30.000 personas trabajando para él. Los ataques promovidos por Molero a través de las infraestructuras subterráneas cogieron por sorpresa a los sublevados no pocas veces durante la defensa.
Molero emigró a la Unión Soviética (URSS) al final del conflicto y allí se doctoró en ciencias físicas con la tesis Utilización de la energía solar para la obtención de vapor de parámetros industriales, que defendió en 1944. Su hija, María, acudió años después, en 1946. En la URSS fue nombrado director del Instituto de Energía Solar de la Academia de Ciencias. Diseñó unos discos parabólicos —como los actuales— que concentraban la radiación solar en un punto; pero no fue algo experimental, puesto que en el Cáucaso llegó a tener plantas de escala industrial; en una de ellas se producía además hielo ya en la década de 1940. Molero desarrolló técnicas que permitiesen usar la energía solar para el riego de grandes zonas de la URSS. Puso en marcha un laboratorio avanzado de energía solar y fue el responsable del "diseño de una caldera solar para la producción de vapor recalentado a partir de la energía concentrada por paraboloides de revolución sobre rodillos", según el libro La electricidad termosolar. Historia de un éxito de la investigación, coordinado por Valeriano Ruiz. Pero ese proyecto se abandonó, ya que en Tashkent, en los años sesenta, donde había una sus centrales de producción de vapor por medio de energía solar, dijeron que con el petróleo no hacía falta. Cuando la URSS apostó por el petróleo y el carbón con fuentes de energía, las grandes presas y la energía nuclear, decayó el interés por los proyectos de Molero, quien pasó a dirigir obras hidráulicas e ingeniar cómo defender las costas y nuevas técnicas para mejorar el hormigón. De amplia cultura y una memoria excepcional (podía recitar una obra de teatro completa o una ópera) nunca renegó del comunismo. En 1966 volvió a España durante tres meses con un pasaporte limitado y un par de años después se instaló definitivamente en Madrid, donde se embarcó en el proyecto del trasvase Tajo-Segura. Tras una operación de úlcera de estómago, murió de peritonitis en 1969. Había montado un taller enorme en Vallecas para desarrollar una de sus patentes, que permitía hacer canales de gran sección con una base prefabricada.